# Ріксос-Прикарпаття
«Ріксос-Прикарпаття» — курортний 5-и зірковий комплекс розташований у центрі міста Трускавець в оточенні Карпатських лісів, на віддалі 105 км від міжнародного аеропорту «Львів». Загальна площа приміщень комплексу сягає понад 50 тис. м², площа території — 12 га. Оцінна вартість усього готелю — $60 млн (оцінка Forbes Україна).

## Готель як хмарочос
Висота 58,4 м[джерело?].

## Власники
Станом на 2015 рік 12,5% готелю належить лідеру групи «Воля народу» — Ігорю Єрємєєву.  На даний момент комплекс належить компанії "Інвестиції та розвиток" донецького мільйонера Ігора Гуменюка. (2018) 

## Номерний фонд
Номерний фонд становить 359 номерів: 201 стандарт (Standard), 34 кутових  (Corner, в тому числі 1 номер для людей з обмеженими фізичними можливостями), 102 покращених (Superior), 4 напівлюкс (Junior Suite), 7 панорамних люксів (Panoramic Suite), 21 люкс (Suite), та 1 апартаменти (Apartment).
У всіх номерах є холодильник з міні-баром, кабельне телебачення, безпровідний доступ до Інтернет, телефон (у кімнаті та у ванній), електронний сейф, фен, система обігріву та кондиціонування повітря, ковролінове покриття підлоги.

## Харчування
У головному ресторані шведської лінії «Maximus» (410місць) пропонують страви європейської та української кухонь, а також 15 варіантів дієтичного меню.
В a la carte ресторані «Portus» (150 місць) великий вибір страв італійської кухні і велика винна карта.
Цілодобовий лобі-бар «Centralis» радує гостей чудовими закусками, напоями та коктейлями.
На 2-му поверсі бар Alter-ego, з напоями, першими стравами та спеціальним дитячим меню.
У цих двох барах — безкоштовний бездротовий доступ до Інтернету.
На території комплексу також є барбекю-ресторан «Літня тераса» (80 місць), що працює в теплий період року.

## Лікування
Медичний центр (близько 2 000 м²) відповідає стандартам європейських бальнеологічних і SPA-курортів. До послуг гостей лікарі 20 спеціальностей, 10 медичних програм за основними напрямками профілактики, оздоровлення і лікування захворювань шлунково-кишкового тракту, сечостатевої системи, кардіологічних, гінекологічних, неврологічних і травматологічних синдромів. Програми та процедури використовують цілющі лікувальні властивості мінеральних вод Трускавецького родовища, в тому числі знаменитої «Нафтусі».

## SPA-центр
Закритий міні аквапарк (500 м²) з гідромасажними установками, джакузі, фітнес-зал із кардіологічними та навантажувальними тренажерами, сауни, парна, турецька лазня (хамам), масажні кабінети. Тут же розташований салон краси з чудовим набором процедур апаратної та мануальної косметології, манікюром, педикюром, послугами перукаря. Два фіто-бари з великим розмаїттям безалкогольних напоїв, кисневих коктейлів і пінок.

## Дозвілля та розваги
Rixos Camp- країна розваг для малечі, дитяча кімната,Розважальний центр із боулінгом, більярдом (російським і американським), два бари з великим вибором напоїв та закусок, настільний теніс, два тенісних корти просто неба з освітленням у вечірній час,прокат велосипедів,   екскурсії околицями Трускавця, до м.Львова, в Карпати та Закарпаття.